# بوچکی (شهرستان وویچ)
بوچکی (به لهستانی:  Boczki) یک روستا در لهستان است که در گمینا کوچیژف پووودنگووه واقع شده‌است. بوچکی ۳۴۷ نفر جمعیت دارد.